# Malcolmia komarovii
Malcolmia komarovii är en korsblommig växtart som beskrevs av I.T. Vassilczenko. Malcolmia komarovii ingår i släktet strandlövkojor, och familjen korsblommiga växter. Inga underarter finns listade i Catalogue of Life.